# Daytona 500 2008

Das offizielle Logo des Rennens

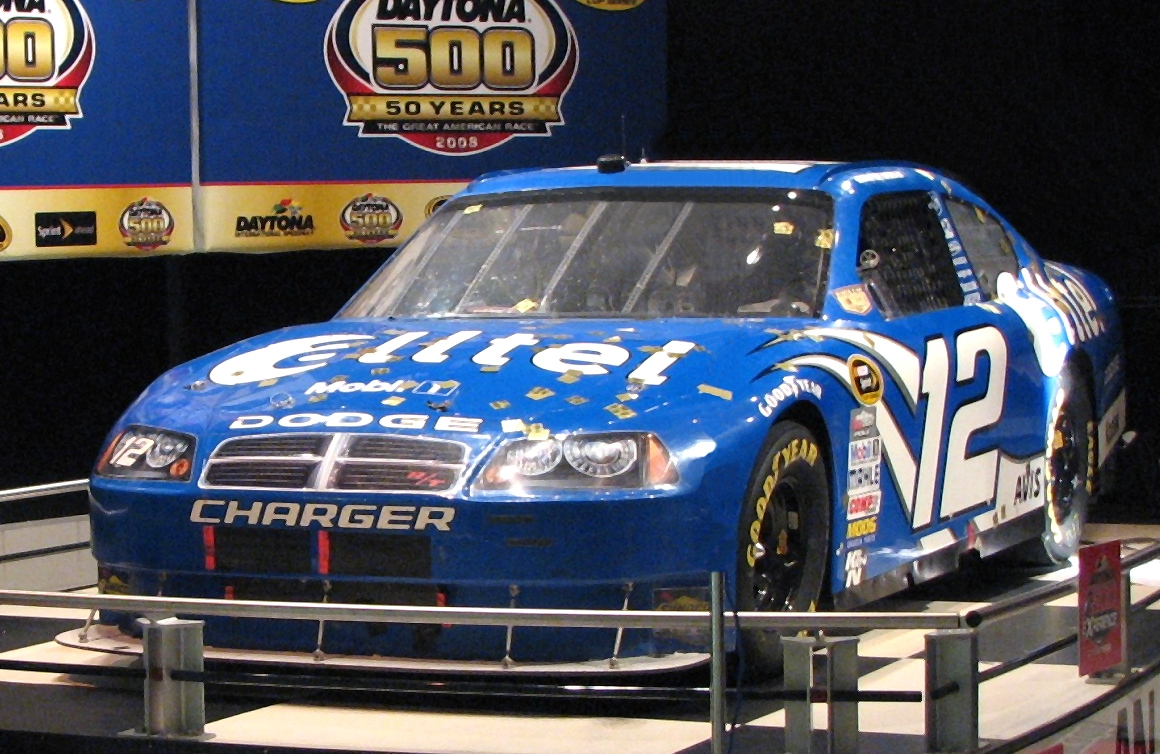
Ryan Newmans #12 nach dem Rennen in der Gatorade Victory Lane.

Das Daytona 500 2008 war die 50. Ausgabe des sogenannten „Great American Race“, der NASCAR Sprint-Cup-Serie. Das Rennen fand am Sonntag, dem 17. Februar 2008 auf dem Daytona International Speedway statt. Als Besonderheit zum fünfzigsten Jubiläum wurde die Harley J. Earl Trophy für den Sieger vergoldet, anstatt wie sonst üblich versilbert, überreicht.
In der Saison 2008 wurde das Daytona 500 zum ersten Mal mit dem Car of Tomorrow ausgetragen. Zugleich war es das erste Rennen unter dem neuen Hauptsponsor Sprint. Der achtfache Champion Richard Petty hat das Rennen um 15:30 Uhr freigeben.
Ausgeschüttet wurden 18,6 Millionen US-Dollar Preisgeld, anwesend waren 250.000 Zuschauer, insgesamt starteten 43 Piloten mit Fahrzeugen, welche insgesamt 36.000 PS verzeichneten. Außerdem ist das Rennen das viertgrößte Sportereignis weltweit. Der Senat der Vereinigten Staaten hat den 17. Februar 2008 offiziell zum „Race Day in America“ erklärt.
In Deutschland übertrug Premiere Sport das Ereignis live. 30 Werbesekunden in den USA kosteten $550.000. Zugesehen haben dortzulande 17,8 Millionen Menschen.

## Ablauf
- 9. Februar: Budweiser Shootout
- 10. Februar: Cup Qualifying
- 14. Februar: Gatorade Duel (14:00 Uhr), Craftsman Truck Qualifying (19:00 Uhr)
- 15. Februar: Nationwide Qualifying (15:00 Uhr), Craftsman Truck Rennen
- 16. Februar: Cup Happy Hour (10:30 Uhr), Nationwide Rennen (13:00 Uhr)
- 17. Februar: Daytona 500 (15:30 Uhr)

## Qualifikation

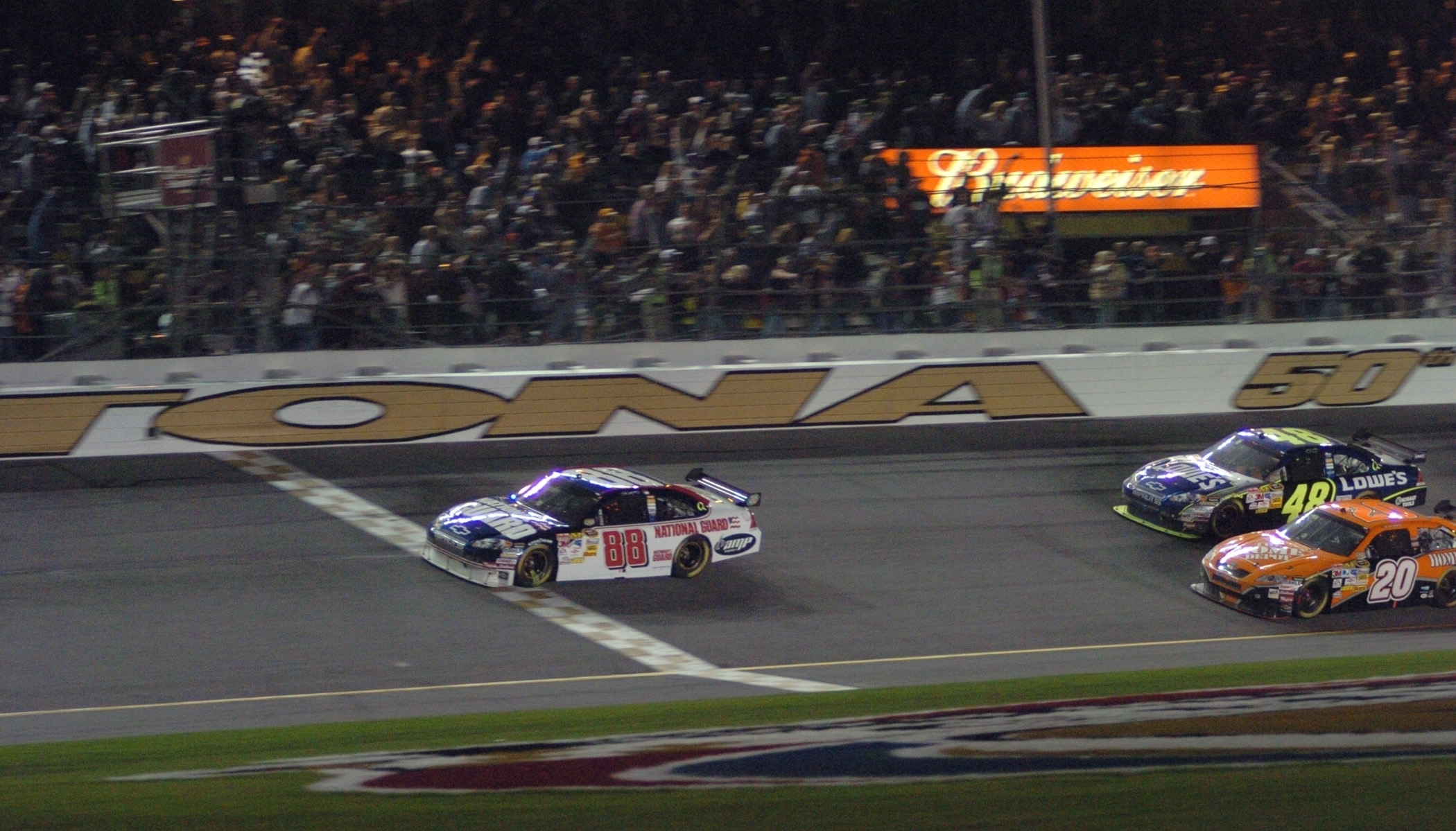
Dale Earnhardt junior überquert die Ziellinie beim Budweiser Shootout.

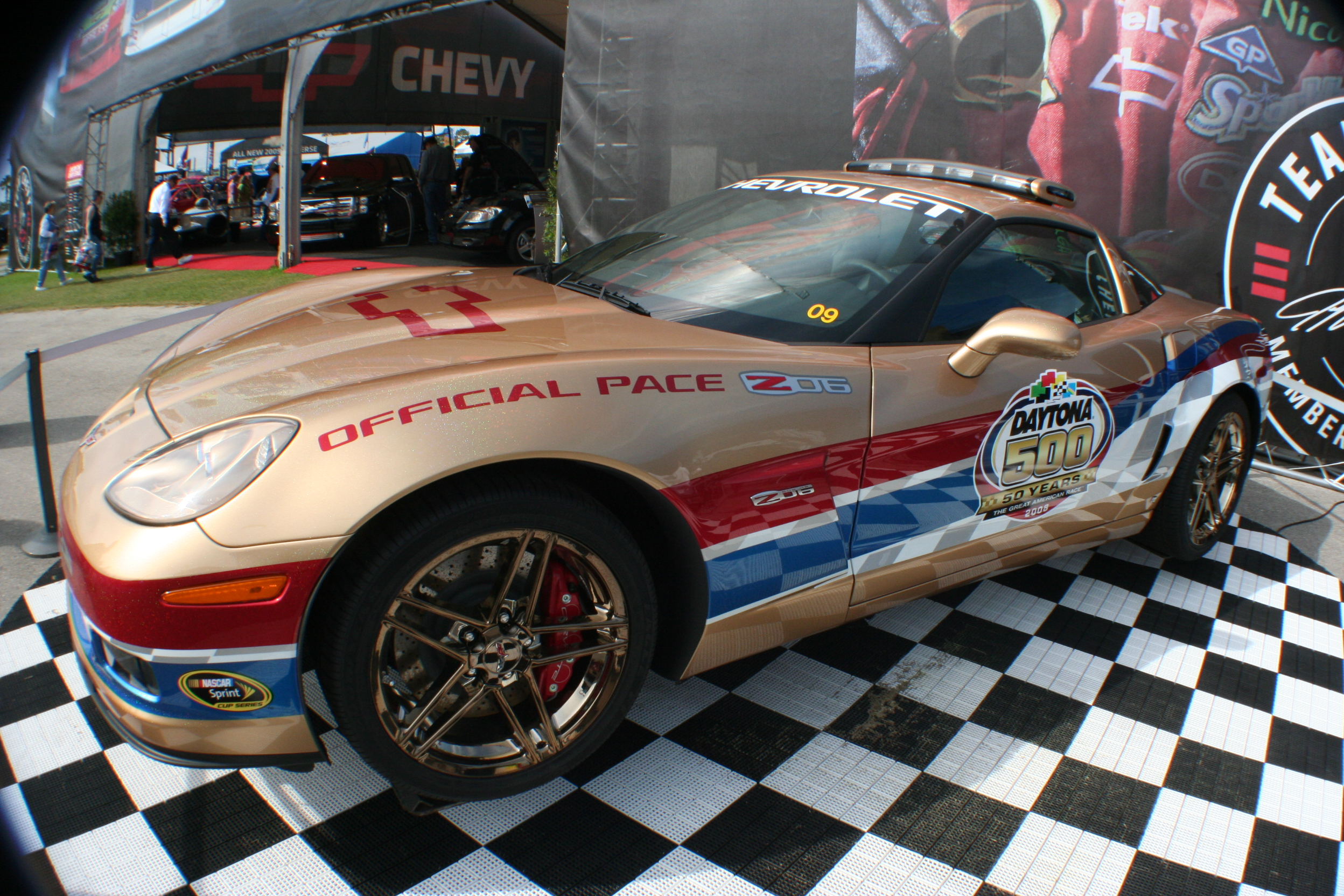
Das Pace-Car Zum Daytona 500 2008

### Pole Qualifying
Am 10. Februar wurden die zwei besten Fahrer im „Pole Qualifying“ mit den ersten beiden Plätzen belohnt. Dieses Privileg wurde Jimmie Johnson als erster in der Startaufstellung und Michael Waltrip als zweitem zu Teil.

### Gatorade Duel
Die Qualifikation für das große Rennen fand am 14. Februar auf dem Daytona International Speedway statt. Sieger in Rennen eins war Dale Earnhardt junior, Rennen zwei konnte Denny Hamlin für sich entscheiden.

#### Fahrerkommentare zum Gatorade-Duel
„Das Auto war klasse, ich konnte mit Jeff Gordon mithalten. Ich dachte, dass wir vielleicht zusammenhalten würden. Ich setzte mich hinter ihn und schob ihn an. Wir haben Denny Hamlin an Tony Stewart vorbeigeschoben, aber dann kam Tony zurück. Die Gibbs-Jungs sind wirklich gut, und Stewart ist ganz zäh. Er arbeitete mit seinem Teamkollegen, und wir wurden Vierte.“

„Wir haben für Sonntag ein gutes Auto. Ich hatte eine gute Zeit und es wird ein Spaß werden. Die Reifen sind okay, es wird ein nettes und interessantes Strategierennen werden. Ich bin mit dem Auto sehr glücklich.“

„Das Auto war gut. Ich bin aus eigener Kraft nach vorne gekommen und konnte sogar die Spitze übernehmen. Dann habe ich einen Fehler gemacht und eine falsche Reihe gewählt, das hat mich zurückgeworfen. Aber wir haben ein großartiges Auto und sollten im '500' gut aussehen.“

## Rennverlauf

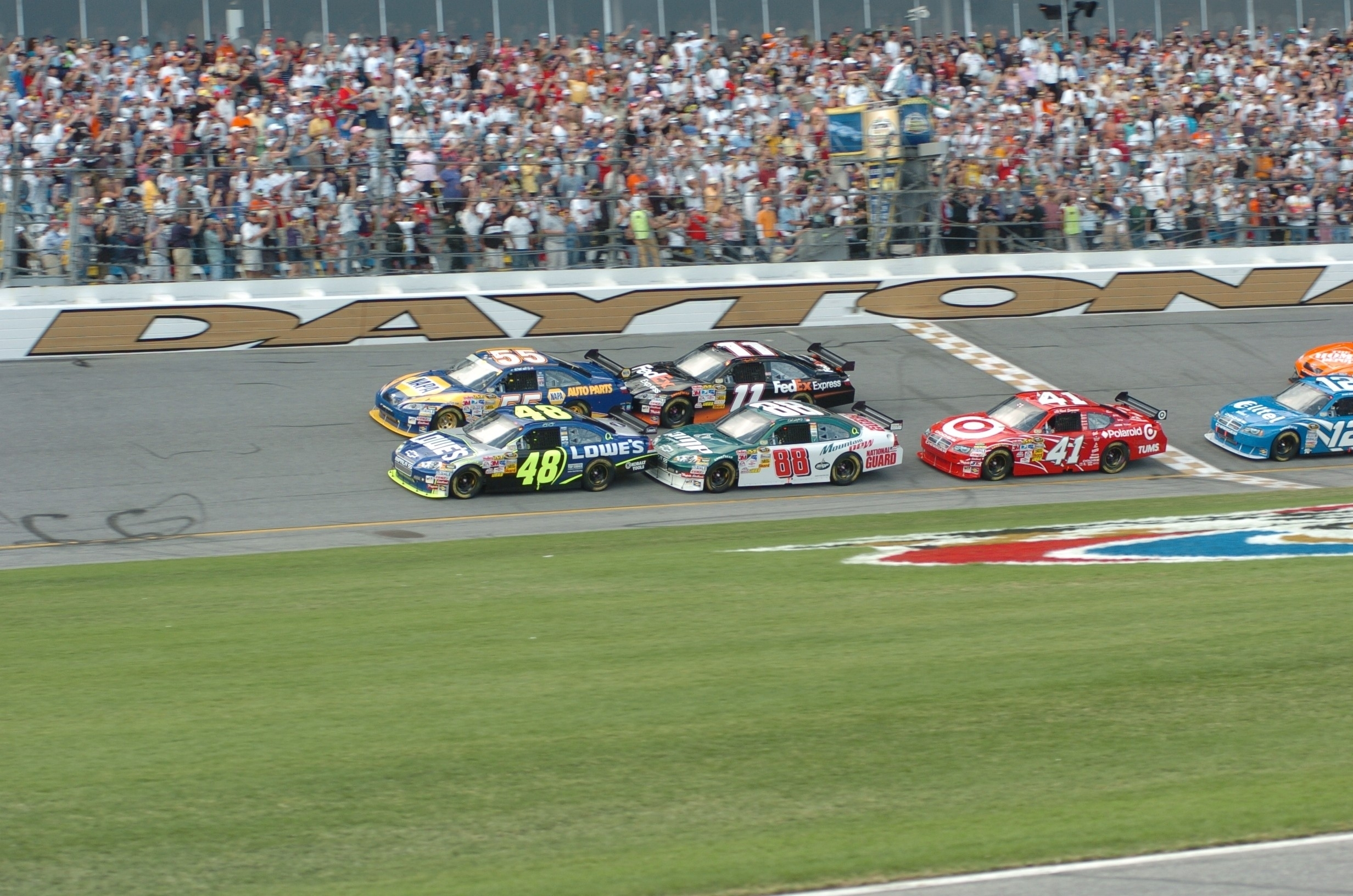
Fahrerauflauf während des Rennens

Gestartet wurde das Rennen durch Richard Petty, danach war die erste Hälfte überschaubar und wie erwartet schien es zum Duell zwischen den Hendrick-Chevrolets und Gibbs-Toyotas zu kommen. Einzig nennenswerte Situation war, als Jimmie Johnson unter grüner Flagge zum Boxenstopp kam, die Crew aber Probleme beim Reifenwechsel hatte. Nach 81 von insgesamt 200 Runden wurde die erste Gelbphase ausgerufen.
Zu Beginn der zweiten Rennhälfte bahnten sich die beiden Penske-Fahrer Kurt Busch und Ryan Newman in ihren Dodges den Weg nach vorn. Brian Vickers schied nach einem Reifenplatzer aus dem Rennen aus. Zur nächsten Gelbphase 50 Runden vor Schluss wechselten sich Kyle Busch, Clint Bowyer, Greg Biffle, Dale Earnhardt junior und Tony Stewart in der Führung ab. Jeff Gordon musste das Rennen während eines Boxenstopps das Rennen mit einem Aufhängungsbruch beenden. David Ragan beendete durch Eigenverschulden sein Rennen und das des Teamkollegen Matt Kenseth (Ford Fusion).
In der entscheidenden Rennphase vor Schluss wechselten Kyle Busch und Tony Stewart jeweils vier und zwei Reifen, Dale Earnhardt junior unterschätzte das Fahrverhalten mit ungewechselten Reifen und hatte schlussendlich keine Chancen mehr gegen die anderen Siegesanwärter. Jimmie Johnson wurde wegen eines leichten Kontakts mit Sam Hornish junior in einen Dreher gezwungen. Kurz vor Schluss befand sich Juan Pablo Montoya auf Platz fünf. Dieser schob den bis dato führenden Clint Bowyer leicht an, sodass dieser ins Infield abdriftete. Der Kolumbianer erlangte so zeitweise Platz zwei hinter Ryan Newman – letztendlich beendete Montoya das Rennen auf Platz 32. Kurz darauf geriet Kevin Harvick mit Dave Blaney aneinander, und verwickelten auch Denny Hamlin in die Kollision. Kurz vor Schluss führte Jeff Burton vor Greg Biffle und Ryan Newman – Kyle Busch war Vierter, Casey Mears als bester Hendrick-Fahrer Fünfter, Stewart Sechster, Dale Earnhardt Jr. Achter. Mears versuchte sich vor Stewart zu setzen, es kam zum Kontakt und infolgedessen zur siebten Gelbphase. Die letzte Runde war ein Kopf-an-Kopf-Rennen zwischen Stewart und Newman. Newmans Vorteil war, dass sein Teamkollege Kurt Busch direkt hinter ihm fuhr, ihn mit einem Bumpdraft ins Ziel schob und somit für einen Doppelsieg für Penske Racing sorgte.

## Klassifikationen

### Rennen
| Platz | Start | Wagen-Nr. | Fahrer                  | Marke     | Team                         | Runde | Status       | Gewinn     |
| ----- | ----- | --------- | ----------------------- | --------- | ---------------------------- | ----- | ------------ | ---------- |
| 1     | 7     | 12        | Ryan Newman             | Dodge     | Penske Racing                | 200   | Fahrtauglich | $1.506.040 |
| 2     | 43    | 2         | Kurt Busch              | Dodge     | Penske Racing                | 200   | Fahrtauglich | $1.063.870 |
| 3     | 6     | 20        | Tony Stewart            | Toyota    | Joe Gibbs Racing             | 200   | Fahrtauglich | $871.049   |
| 4     | 24    | 18        | Kyle Busch•             | Toyota    | Joe Gibbs Racing             | 200   | Fahrtauglich | $652.938   |
| 5     | 5     | 41        | Reed Sorenson           | Dodge     | Chip Ganassi Racing          | 200   | Fahrtauglich | $545.959   |
| 6     | 35    | 19        | Elliott Sadler          | Dodge     | Gillett Evernham Motorsports | 200   | Fahrtauglich | $430.015   |
| 7     | 10    | 9         | Kasey Kahne             | Dodge     | Gillett Evernham Motorsports | 200   | Fahrtauglich | $389.204   |
| 8     | 26    | 7         | Robby Gordon*           | Dodge     | Robby Gordon Motorsports     | 200   | Fahrtauglich | $352.921   |
| 9     | 3     | 88        | Dale Earnhardt, Jr. (W) | Chevrolet | Hendrick Motorsports         | 200   | Fahrtauglich | $352.920   |
| 10    | 18    | 16        | Greg Biffle             | Ford      | Roush Fenway Racing          | 200   | Fahrtauglich | $313.763   |
| 11    | 13    | 43        | Bobby Labonte           | Dodge     | Petty Enterprises            | 200   | Fahrtauglich | $329.756   |
| 12    | 23    | 83        | Brian Vickers           | Toyota    | Red Bull Racing              | 200   | Fahrtauglich | $285.245   |
| 13    | 36    | 31        | Jeff Burton             | Chevrolet | Richard Childress Racing     | 200   | Fahrtauglich | $323.496   |
| 14    | 16    | 29        | Kevin Harvick (W)       | Chevrolet | Richard Childress Racing     | 200   | Fahrtauglich | $322.224   |
| 15    | 19    | 77        | Sam Hornish junior (R)  | Dodge     | Penske Racing                | 200   | Fahrtauglich | $319.845   |
| 16    | 20    | 44        | Dale Jarrett (W)        | Toyota    | Michael Waltrip Racing       | 200   | Fahrtauglich | $277.213   |
| 17    | 4     | 11        | Denny Hamlin            | Toyota    | Joe Gibbs Racing             | 200   | Fahrtauglich | $341.416   |
| 18    | 42    | 00        | David Reutimann         | Toyota    | Michael Waltrip Racing       | 200   | Fahrtauglich | $291.221   |
| 19    | 11    | 99        | Carl Edwards            | Ford      | Roush Fenway Racing          | 200   | Fahrtauglich | $321.520   |
| 20    | 25    | 1         | Martin Truex junior     | Chevrolet | Dale Earnhardt, Inc.         | 200   | Fahrtauglich | $303.978   |
| 21    | 27    | 66        | Scott Riggs             | Chevrolet | Haas CNC Racing              | 200   | Fahrtauglich | $287.928   |
| 22    | 21    | 15        | Paul Menard             | Chevrolet | Dale Earnhardt, Inc.         | 200   | Fahrtauglich | $279.295   |
| 23    | 33    | 70        | Jeremy Mayfield         | Chevrolet | Haas CNC Racing              | 200   | Fahrtauglich | $271.220   |
| 24    | 31    | 07        | Clint Bowyer            | Chevrolet | Richard Childress Racing     | 200   | Fahrtauglich | $284.545   |
| 25    | 37    | 96        | J. J. Yeley             | Toyota    | Hall of Fame Racing          | 200   | Fahrtauglich | $277.095   |
| 26    | 38    | 26        | Jamie McMurray          | Ford      | Roush Fenway Racing          | 200   | Fahrtauglich | $276.888   |
| 27    | 1     | 48        | Jimmie Johnson (W)      | Chevrolet | Hendrick Motorsports         | 200   | Fahrtauglich | $329.606   |
| 28    | 32    | 38        | David Gilliland         | Ford      | Yates Racing                 | 200   | Fahrtauglich | $278.746   |
| 29    | 2     | 55        | Michael Waltrip (W)     | Toyota    | Michael Waltrip Racing       | 200   | Fahrtauglich | $275.135   |
| 30    | 30    | 28        | Travis Kvapil           | Ford      | Yates Racing                 | 200   | Fahrtauglich | $291.202   |
| 31    | 12    | 8         | Mark Martin             | Chevrolet | Dale Earnhardt, Inc.         | 200   | Fahrtauglich | $301.846   |
| 32    | 15    | 42        | Juan Pablo Montoya      | Dodge     | Chip Ganassi Racing          | 200   | Fahrtauglich | $290.753   |
| 33    | 40    | 40        | Dario Franchitti (R)    | Dodge     | Chip Ganassi Racing          | −1    | Fahrtauglich | $270.613   |
| 34    | 39    | 45        | Kyle Petty              | Dodge     | Petty Enterprises            | −3    | Fahrtauglich | $260.320   |
| 35    | 9     | 5         | Casey Mears             | Chevrolet | Hendrick Motorsports         | −6    | Unfall       | $284.945   |
| 36    | 28    | 17        | Matt Kenseth            | Ford      | Roush Fenway Racing          | −6    | Fahrtauglich | $308.129   |
| 37    | 29    | 01        | Regan Smith (R)         | Chevrolet | Dale Earnhardt, Inc.         | −6    | Fahrtauglich | $267.095   |
| 38    | 34    | 22        | Dave Blaney             | Toyota    | Bill Davis Racing            | −11   | Unfall       | $259.563   |
| 39    | 8     | 24        | Jeff Gordon (W)         | Chevrolet | Hendrick Motorsports         | −14   | Aufhängung   | $319.599   |
| 40    | 22    | 34        | John Andretti           | Chevrolet | Front Row Motorsports        | −16   | Fahrtauglich | $258.613   |
| 41    | 41    | 78        | Joe Nemechek            | Chevrolet | Furniture Row Racing         | −29   | Fahrtauglich | $258.470   |
| 42    | 14    | 6         | David Ragan             | Ford      | Roush Fenway Racing          | −39   | Unfall       | $267.763   |
| 43    | 17    | 87        | Kenny Wallace           | Chevrolet | Furniture Row Racing         | −59   | Motor        | $256.735   |

- (W) – früherer Rennsieger
- (R) – Rookie

## Startaufstellung
| Position | Nr. | Fahrer            | Fahrzeug  | Team              |
| -------- | --- | ----------------- | --------- | ----------------- |
| 1        | 48  | J. Johnson        | Chevrolet | Hendrick          |
| 2        | 55  | M. Waltrip        | Toyota    | Michael Waltrip   |
| 3        | 88  | D. Earnhardt Jun. | Chevrolet | Hendrick          |
| 4        | 11  | D. Hamlin         | Toyota    | Joe Gibbs         |
| 5        | 41  | R. Sorenson       | Dodge     | Ganassi           |
| 6        | 20  | T. Stewart        | Toyota    | Joe Gibbs         |
| 7        | 12  | R. Newman         | Dodge     | Penske            |
| 8        | 24  | J. Gordon         | Chevrolet | Hendrick          |
| 9        | 5   | C. Mears          | Chevrolet | Hendrick          |
| 10       | 9   | K. Kahne          | Dodge     | Evernham          |
| 11       | 99  | C. Edwards        | Ford      | Roush             |
| 12       | 8   | M. Martin         | Chevrolet | Dale Earnhardt    |
| 13       | 43  | B. Labonte        | Dodge     | Petty             |
| 14       | 6   | D. Ragan          | Ford      | Roush             |
| 15       | 42  | J. Montoya        | Dodge     | Ganassi           |
| 16       | 29  | K. Harvick        | Chevrolet | Richard Childress |
| 17       | 87  | K. Wallace        | Chevrolet | Furniture Row     |
| 18       | 16  | G. Biffle         | Ford      | Roush             |
| 19       | 77  | S. Hornish Jun.   | Dodge     | Penske            |
| 20       | 44  | D. Jarrett        | Toyota    | Michael Waltrip   |
| 21       | 15  | P. Menard         | Chevrolet | Dale Earnhardt    |
| 22       | 34  | J. Andretti       | Chevrolet | Front Row         |
| 23       | 83  | B. Vickers        | Toyota    | Red Bull          |
| 24       | 18  | K. Busch          | Toyota    | Joe Gibbs         |
| 25       | 1   | M. Truex Jun.     | Chevrolet | Dale Earnhardt    |
| 26       | 7   | R. Gordon         | Dodge     | Robby Gordon      |
| 27       | 66  | S. Riggs          | Chevrolet | Haas              |
| 28       | 16  | M. Kenseth        | Ford      | Roush             |
| 29       | 01  | R. Smith          | Chevrolet | BAM Racing        |
| 30       | 28  | T. Kvapil         | Ford      | Yates             |
| 31       | 07  | C. Bowyer         | Chevrolet | Richard Childress |
| 32       | 38  | D. Gilliland      | Ford      | Yates             |
| 33       | 70  | J. Mayfield       | Chevrolet | Haas              |
| 34       | 22  | D. Blaney         | Toyota    | Bill Davis        |
| 35       | 19  | E. Sadler         | Dodge     | Evernham          |
| 36       | 31  | J. Burton         | Chevrolet | Richard Childress |
| 37       | 96  | J. Yeley          | Toyota    | Hall of Fame      |
| 38       | 26  | J. McMurray       | Ford      | Roush             |
| 39       | 45  | K. Petty          | Dodge     | Petty             |
| 40       | 40  | D. Franchitti     | Dodge     | Ganassi           |
| 41       | 78  | J. Nemechek       | Chevrolet | Furniture Row     |
| 42       | 00  | D. Reutimann      | Toyota    | Michael Waltrip   |
| 43       | 2   | K. Busch          | Dodge     | Penske            |

## Celebrity-Tickets für wohltätige Zwecke
Das Design der Tickets für einen guten Zweck wurde in einem Wettbewerb auf daytona5000.com von Fans bestimmt. Viele Prominente zeigten Interesse an der Aktion, darunter Kevin Harvick, Dale Earnhardt, Jr., Michael Waltrip, Jimmie Johnson, Mario Andretti, Jason Lee, Leah Remini, Kelly Ripa, Jeff Foxworthy, Carson Daly, Mike Joy, Dr. Jerry Punch, Goldberg und Tony Hawk.